# HD 104055
HD 104055，又名BD+01 2636，SAO 119147、HR 4580，是一颗恒星，视星等为6.17，位于銀經275.47，銀緯60.58，其B1900.0坐标为赤經11h 53m 56.4s，赤緯+1° 60.58′ 12″。